# リ・ジェネシス バイオ犯罪捜査班
『リ・ジェネシス バイオ犯罪捜査班』（リ・ジェネシス バイオはんざいそうさはん、原題：Re:Genesis）は、カナダ・ムービー・ネットワーク、ムービー・セントラルとシャフツベリーフィルム制作のテレビドラマである。全4シーズン52話が制作されている。日本ではWOWOWで全シーズン・全話、地上波ではテレビ東京で第2シーズンまで、KBS京都で第3シーズンまで放送されている。

## あらすじ
カナダのトロントにあるバイオテクノロジー研究機関「NorBAC」（ノーバック, NorthAmerican Biotechnology Advisory Commission, 北アメリカバイオテクノロジー諮問委員会）の主任科学者デビッド・サンドストロムとその他の研究員を中心に展開する。NorBACはバイオ・医療分野のスペシャリストを集めた高度研究施設であり、ウイルス性疾病、伝染病、遺伝子操作などに関わる問題を調査検討し、対策の助言もしくは、考えうる見解を示すことが使命である。時には政府関係者やカルト集団、テロリストと対峙することもある。
日本では「バイオ犯罪捜査班」と副題が付くが、NorBACは犯罪捜査を主目的とした機関ではなく、警察組織などとの関連もない。

## 登場人物

### NorBAC
デビッド・サンドストロム
演：ピーター・アウターブリッジ、声：大塚芳忠
NorBACの主任科学者。専門は分子生物学。性格は自己中心的で自信過剰気味。好色家で少々だらしが無い。しかし仕事は情熱的で、高名な天才科学者としてNorBACの研究部門を統括している。個人的にスペインかぜの研究をライフワークとしている。妻サラとは離婚、娘とも離れて一人暮らし。シーズン2では母の死の知らせをきっかけに、デビットの父が登場。その中でデビットの幼少期の秘密が明らかになる。シーズン3では研究所爆破や、父親の自殺などの度重なる出来事で精神を病んでしまう。シーズン4で学生時代のメイコとの間に子供があり、養子に出されていたことが発覚。再生不良性貧血となった子のために自らドナーとなる。
カルロス・セラーノ
演：コンラッド・プラ、声：山野井仁
NorBACの研究員。メキシコ出身でメンバー唯一の医師。専門は遺伝子、解剖学。過去、アフリカのコンゴに滞在しHIVの研究に携わっていたが、不十分な研究環境に限界を感じ、NorBACで働く傍らHIV研究を続ける道を選んだ。沈着冷静でデビットの片腕的存在。シーズン3では元妻が登場する。シーズン４でモルドバで活動中に行方不明となった友人のWHOスタッフを救おうとして、現地政府に囚われる。
ボブ・メルニコフ
演：ドミトリー・チェポヴェツキー、声：落合弘治
NorBACの研究員。専門は生化学。特に匂いの化学に強い興味を有しその腕をかわれ一時は香水会社に引き抜かれた（企業のやり方が合わず最終的にはNorBACに戻った）。またシーズン2では専門外の大気化学でも活躍し、専門家よりも早くメキシコシティーの酸性雨による豪雨を予知して被害を最小限に食い止めた。アスペルガー症候群のため社会適応性に乏しく周囲の理解なくして仕事が出来ない。しかし得意分野や興味があるものについては強い集中力を発揮する天才肌。時としてデビッドをも凌ぐ明晰さと発想力を発揮し、彼をサポートする。シーズン3では研究所爆破の際に負った怪我の後遺症である緑内障で視力低下に悩まされていたが、デビッドの勧めによる遺伝子治療で右目を回復する。しかしこの治療の影響で、人の発するフェロモンから相手の感情を察する能力を身に着け、混乱の舞台の主役となっていく。
メイコ・トラン
演：メイコ・ニュイエン、声：岡本麻弥
NorBACの研究員。専門は生物情報学。ベトナム出身のバンクーバー育ち。明朗快活な性格で、フットワークの軽い行動派。シーズン2でしばし登場する妻子もちのイギリス人神経科学者のサイモンと親密な関係となってしまう（妻子がいることは当初知らなかった）。シーズン3では研究所爆破の時に片足を失い、そのショックや幻肢痛に苦しむが克服。シーズン４ではウェストンの後任として所長の業務を引き継ぐ。また、学生時代に師であったデビッドとの間に子をもうけたが、デビッドには告げないままで養子に出していた。
ジル・ラングストン
演：サラ・ストレンジ、声：深見梨加
高名なウイルス学者で、デビッドにスカウトされてNorBACの研究員となった。専門はウイルス学。デビッドと同様にスペインかぜの研究とワクチン製作をライフワークとしているほか、若年性糖尿病の治療法確立には特に全力を尽くしている（幹細胞を用いてインスリン合成能力のあるβ細胞の作製を行ったが、その研究方法に問題があり世間からしばしバッシングを受ける）。シーズン3では研究所爆破によるショックで辞職。
キャロライン・モリソン
演：マキシム・ロイ、声：坪井木の実
NorBAC管理責任者。頑固者のデビッドとはしばしば意見がぶつかるが、仕事熱心な面は共通しており互いに影響を与え合っている。管理者としての能力はもとより、政府内部や軍部など広いコネクションを持ち、デビッド達がスムーズに仕事を進める上で欠かせないものとなっている。また私生活ではグレンという甥の後見人であるが、グレンが植物人間であることでひどく悩んでいる。研究所爆破の際死亡。
ウェストン・フィールド
演：グレッグ・ブリック、声:東地宏樹
キャロラインのアシスタント。情報収集力と交渉力でキャロラインをサポートしている。私生活は兄弟関係での問題を抱えている。自らがHIV感染者であることをカルロスに告白。また、シーズン2では不審な行動が明るみに出る。シーズン3では研究所爆破によって死亡したキャロラインに代わって暫定所長となるが、シーズン４で騒動に巻き込まれた際に組み換えC型肝炎に感染、治療のためのインターフェロンの副反応で自殺を図り重傷を負う。その後、スウェーデンの肝炎治療の治験に参加するためNorBACを去る。
レイチェル・ウッズ
演：ウェンディ・クルーソン、声:高島雅羅
研究所爆破のショックで辞職したジルに代わり、ウィルス学者としてNorBAC研究員の仲間入りを果たす。二人の子持ちで、目下離婚調停中。シーズン4でのテロリストによる研究所襲撃の際に、最後まで抵抗を試みて射殺される。

### その他
リリス・サンドストロム（シーズン1）
演：エレン・ペイジ、声：根本圭子
デビッドの娘で15歳。両親の離婚後は母親と暮らしていたが、デビッドの下へ居つくようになる。
ミック・スローン（シーズン1）
演：マーク・レンダル、声：浪川大輔
リリスと同年代の少年。自分はクローン人間だ、とデビッドに自身の遺伝子解析を依頼する。母の死後に生を受けたことに疑問を抱き、クローンだと思い込んでしまう。父の手で冷凍保存されたので兄カルとは2年の年齢差が生じたが、れっきとしたカルの双児の弟である。デビッドの指示でボブが徹底的に調査した結果、その事実が判明した。しかし、兄への骨髄移植を繰り返したため、体はボロボロとなっていた。リリスに誘われてクジラ見物に出かけた矢先、静かに永遠の眠りに。

## よく出てくる専門用語
リ・ジェネシスではテレビ番組としてはかなり高度な生命科学の専門用語が登場する。そのいくつかを以下に紹介するが詳しくはそれぞれの項を参照願いたい。（注意：専門的な説明は極力避けており、一般の人でもわかるよう簡略化した説明などにしているので絶対にこれをもとにしたレポートなどの作成は避けてもらいたい。また、これに興味を持って専門的な本を読んで生物学を勉強することを切に願っている。）

### 生体内の物質などの用語
DNA
デオキシリボ核酸のこと。生物の設計図であり、その構造はA、T、C、Gという4つの塩基からなる二重らせん構造をとっている。この設計図の変異が、自然の進化と退化、未知の探求と危険を持ち合わせている。
RNA
リボ核酸のこと。DNAからタンパク質を作る際の仲介的な役割を果たす核酸。DNAの必要な部分（つまり遺伝情報）を元にタンパク質を合成する。 mRNAやtRNAなどがある。DNAとの違いは(G)グアニンが(U)ウラシルになっていること、一重鎖構造のものが多い。
遺伝子
DNAには無駄な部分というのはたくさんある。その中で、タンパク質の設計図となっている大切な部分があるがその部分を遺伝子という。だから、DNAはたくさんの遺伝子と無駄な部分でできているということになる。（ただ、タンパク質を作らない部分でも大切な役割を持っている部分であれば遺伝子に含めたりする例外もある）
ゲノム
その生物を作るのに必要な遺伝子全部をゲノムというように定義している。しかし、最近はその生物のDNA全体を指すようなニュアンスになってきている（例えばヒトゲノムはヒトの全染色体に記された塩基配列をさす）。
染色体
DNAはとても長いので細胞分裂のときなどにつくる、DNAをちょうどミシンのボビンのようなタンパク質（ヒストン）で巻き取って凝縮させたものを染色体という。
塩基配列
DNAを構成している物質であるA（アデニン）、T（チミン）、G（グアニン）、C（シトシン）をさす。これらの組み合わせが暗号となって生物の設計図となっている。その塩基の配列、つまり並び方を塩基配列とよぶ。
タンパク質
20種類のアミノ酸によって作られた物質。DNAの指示されたとおりの並び方でアミノ酸を並べて、できたひも状の物質（ポリペプチド）が正確に決まった形に折りたたまれてできた物質。我々の皮膚や臓器、筋肉などを構成している以外に、酵素など液体に見える物質なども作っている。

### 実験技術・実験機器の名前
PCR
普通、実験や犯罪捜査のために手に入るDNAはごく微量である。しかし、実験には大量のDNAが必要である。そこで、PCR（ポリメラーゼ連鎖反応の略）という技術でDNAを大量にコピーして増やす。このPCRは仕事でコピー機を使うような感覚で日常茶飯事に使われるため、リ・ジェネシスをはじめとする科学系の話ではよく出てくる。
遠心分離機
試験管やチューブをぐるぐる高速で回し、その遠心力で中のものを沈殿させて液体と溶けているものをわける機械。

### 学問の名前
分子生物学
リ・ジェネシスではデビットが専門とする学問。生物の体は分子や原子でできている。つまり、ヒトの体も細かく見たらただの化学物質というわけである。それゆえ、その生物を分子レベルの小さな視点で調べて生命の謎を解き明かそうとする学問。1953年にワトソンとクリックが「DNAは二重螺旋である」という説を提唱したことがきっかけでできた学問なので、まだできて新しい学問である。
バイオインフォマティクス
リ・ジェネシスではメイコが専門とする学問。簡単に言うとコンピュータを使って生物の謎を解き明かそうとする学問。生物の情報は莫大なので調べものをするだけでも大変である。そこで、コンピュータを使うと検索はとても楽である。また、新しく発見したことをインターネットのデータベースに載せると瞬時に最新の情報を世界中の科学者と共有できる。さらに、コンピュータを使うと計算が楽なので薬の設計や進化や生態学のモデルなどを行える。これらの情報科学がバイオインフォマティクスである。

## 放送国
| 国         | 放送局                                       |
| ---------- | -------------------------------------------- |
| カナダ     | ムービー・ネットワーク、ムービー・セントラル |
| フランス   | アルテ                                       |
| ドイツ     | アルテ                                       |
| スペイン   | カジェ13                                     |
| イギリス   | Sci Fi Channel                               |
| 日本       | WOWOW BS11 テレビ東京                        |
| ポーランド | AXN                                          |
| イタリア   | メディアセット・プレミアム1                  |
| ブルガリア | Fox Crime                                    |
| ハンガリー | AXN                                          |
| ルーマニア | AXN、AXN Sci-Fi                              |

## エピソード

### シーズン1
| #  | サブタイトル   | 原題              | カナダ放送日   |
| -- | -------------- | ----------------- | -------------- |
| 1  | 感染           | Baby Bomb         | 2004年10月24日 |
| 2  | クローン       | Spare Parts       | 2004年10月24日 |
| 3  | 凶弾           | The Face of God   | 2004年10月31日 |
| 4  | プリオン       | Prions            | 2004年11月7日  |
| 5  | 最古のウイルス | The Oldest Virus  | 2004年11月14日 |
| 6  | 生体実験       | The Trials        | 2004年11月21日 |
| 7  | HIV            | Faint Hope        | 2004年11月28日 |
| 8  | 大停電         | Blackout          | 2004年12月12日 |
| 9  | 異常発症       | The Secret War    | 2004年12月19日 |
| 10 | 遺伝子操作     | The Source        | 2005年1月2日   |
| 11 | バイオテロ     | The Promise       | 2005年1月9日   |
| 12 | 復活           | Resurrection      | 2005年1月16日  |
| 13 | 新・創世記     | The Longest Night | 2005年1月23日  |

### シーズン2
| #  | サブタイトル     | 原題                  | カナダ放送日  |
| -- | ---------------- | --------------------- | ------------- |
| 1  | 拉致             | China                 | 2006年3月19日 |
| 2  | 宿命             | Escape Mutant         | 2006年3月26日 |
| 3  | 奇跡             | The Cocktail          | 2006年4月2日  |
| 4  | 暗闇の住人       | Dim & Dimmer          | 2006年4月9日  |
| 5  | 天使             | Massive Changes       | 2006年4月16日 |
| 6  | 政府の陰謀       | Our Men in Havana     | 2006年4月23日 |
| 7  | グレンの心       | Talk To Him           | 2006年4月30日 |
| 8  | 死の雨           | Haze                  | 2006年5月7日  |
| 9  | 集団自殺         | Gene In A Bottle      | 2006年5月14日 |
| 10 | 寄生／パラサイト | The Wild and Innocent | 2006年5月21日 |
| 11 | 症状=昏睡        | Fishy                 | 2006年5月28日 |
| 12 | 覚醒             | Lethargica            | 2006年6月4日  |
| 13 | 終焉             | The End               | 2006年6月11日 |

### シーズン3
| #  | サブタイトル | 原題                      | カナダ放送日  |
| -- | ------------ | ------------------------- | ------------- |
| 1  | 爆発事故     | A Spontaneous Moment      | 2007年4月1日  |
| 2  | 体内時限爆弾 | Dust in the Wind          | 2007年4月1日  |
| 3  | 謎の伝染病   | Strangers in the Night    | 2007年4月8日  |
| 4  | 依存症遺伝子 | I Dream of Genomes        | 2007年4月15日 |
| 5  | 心の傷       | The God of Commerce       | 2007年4月22日 |
| 6  | 死に行く大地 | Phantoms                  | 2007年4月29日 |
| 7  | 感染源       | One Hand Washes The Other | 2007年5月6日  |
| 8  | 生物兵器     | Sleepers                  | 2007年5月13日 |
| 9  | 犯行声明     | Let It Burn               | 2007年5月20日 |
| 10 | 処女懐胎     | Unbearable                | 2007年5月27日 |
| 11 | 幻覚症状     | Adrift                    | 2007年6月3日  |
| 12 | 進化する脳   | Jacobson's Organ          | 2007年6月10日 |
| 13 | 未来への警鐘 | Back To The Future        | 2007年6月17日 |

### シーズン4
| #  | サブタイトル       | 原題                  | カナダ放送日  |
| -- | ------------------ | --------------------- | ------------- |
| 1  | 感染拡大           | TB or not TB          | 2008年3月2日  |
| 2  | 処刑の村           | La Consecuencia       | 2008年3月9日  |
| 3  | 失われた記憶       | Hep Burn and Melnikov | 2008年3月16日 |
| 4  | 悪魔のキス         | The Kiss              | 2008年3月23日 |
| 5  | 魔女狩り           | Suspicious Minds      | 2008年3月30日 |
| 6  | 死のレース         | Race Fever            | 2008年4月6日  |
| 7  | 記憶の断片         | Hearts and Minds      | 2008年4月13日 |
| 8  | 眠りから覚めた警告 | Brood 14              | 2008年4月20日 |
| 9  | 終わらない悪夢     | Unbottled             | 2008年4月27日 |
| 10 | 過去と未来の幻影   | What It Feels Like    | 2008年5月4日  |
| 11 | 盗まれた血         | Bloodless             | 2008年5月11日 |
| 12 | 人類の進化         | The Sounds Of Science | 2008年5月19日 |
| 13 | 沈黙する未来       | The Truth             | 2008年5月26日 |